# Гідрид кальцію
Гідри́д ка́льцію — неорганічна бінарна сполука складу CaH2. Застосовується як високотемпературний відновник, а також для осушення газів і добування водню.

## Знаходження у природі
Спектральними методами було виявлено сліди гідриду кальцію на Сонці та інших зірках.

## Отримання
Гідрид кальцію добувають декількома способами:
- спалюванням кальцію у водні або метані:

{\displaystyle \mathrm {Ca+H_{2}{\xrightarrow {>400^{o}C}}\ CaH_{2}\!} }
{\displaystyle \mathrm {5Ca+4CH_{4}{\xrightarrow {800^{o}C}}\ 5CaH_{2}+2C_{2}H_{2}+H_{2}\!} }
- відновленням оксиду кальцію металічним магнієм:

{\displaystyle \mathrm {CaO+Mg+H_{2}\rightarrow \ CaH_{2}+MgO\!} }
- відновленням безводного хлориду кальцію цинком в атмосфері водню або аміаку:

{\displaystyle \mathrm {CaCl_{2}+Zn+H_{2}\rightarrow \ CaH_{2}+ZnCl_{2}\!} }

## Фізичні властивості
Гідрид кальцію являє собою тугоплавкий порошок сірого або білого кольору (залежно від чистоти), має високу гігроскопічність.

## Хімічні властивості
Гідрид кальцію проявляє сильні відновні властивості. Він легко реагує з водою та спиртами:
{\displaystyle \mathrm {CaH_{2}+2H_{2}O\rightarrow \ Ca(OH)_{2}+2H_{2}\!} }
{\displaystyle \mathrm {CaH_{2}+2C_{2}H_{5}OH\rightarrow \ Ca(OC_{2}H_{5})_{2}+2H_{2}\!} }
Перебуваючи в контакті з повітрям він швидко окиснюється:
{\displaystyle \mathrm {CaH_{2}+O_{2}{\xrightarrow {300-400^{o}C}}\ CaO+2H_{2}O\!} }
При нагріванні гідрид реагує з неметалами та їх сполуками:
{\displaystyle \mathrm {3CaH_{2}+N_{2}{\xrightarrow {>1000^{o}C}}\ Ca_{3}N_{2}+3H_{2}\!} }
{\displaystyle \mathrm {CaH_{2}+H_{2}S{\xrightarrow {500-600^{o}C}}\ CaS+2H_{2}\!} }
{\displaystyle \mathrm {2CaH_{2}+SiCl_{4}\rightarrow \ 2CaCl_{2}+SiH_{4}\!} }
Гідрид кальцію здатен відновлювати тугоплавкі метали з їх сполук, зокрема оксидів:
{\displaystyle \mathrm {2CaH_{2}+TiO_{2}{\xrightarrow {750^{o}C}}\ 2CaO+Ti+2H_{2}\!} }
{\displaystyle \mathrm {CaH_{2}+PbF_{2}{\xrightarrow {975-1175^{o}C}}\ CaF_{2}+Pb+H_{2}\!} }

## Застосування
Гідрид кальцію проявляє сильні відновні властивості, тому його застосовують як високотемпературний відновник (наприклад, для відновлення металів у металургії). Використовується для осушування газів та визначення вмісту води у живих тканинах та кристалогідратах. CaH2 є джерелом добування водню.